# Kabupaten de Batang
Pour les articles homonymes, voir Batang.
Le kabupaten de Batang, en indonésien Kabupaten Batang, est un kabupaten d'Indonésie dans la province de Java central.

## Géographie
Une grande partie du kabupaten de Batang est constituée de collines et de montagnes. La plaine côtière dans le nord n'est pas très large. Dans le sud se trouve le plateau de Dieng, dont le point culminant est le Prau (2 565 m).

## Histoire
C’est dans le kabupaten de Batang que se trouve le village de Sojomerto, dans lequel on a trouvé une inscription ancienne. Bien qu’elle ne porte pas de date, son style laisse penser qu’elle date du milieu du VIIe siècle apr. J.-C.
L’importance de cette inscription tient d’abord au fait qu’elle soit rédigée en vieux-malais, alors qu’elle a été trouvée à Java. Son texte dit :
“Prière au dieu Shiva, au seigneur Paramesvara et à tous les dieux, je rends hommage à Hiya Mih, c’est l’honorable Dapunta Sailendra, Santanu est le nom de son père, Bhadrawati est le nom de sa mere, Sampula est le nom de la femme de l’honorable Sailendra”.
L'inscription de Sojomerto cite donc le nom de Sailendra, qui est celui de la dynastie qui a régné dans le centre de Java et a construit le temple de Borobudur.
Cette inscription soutient donc la thèse que les Sailendra étaient bien d’origine locale, et non étrangère comme l’ont cru les spécialistes des années 1930.
Le kabupaten de Batang est créé au XVIIe siècle, à l'époque de l'expansion du royaume de Mataram sous le Sultan Agung. Le premier adipati est le prince Mandurejo.
Parmi les adipati successifs de Batang, on trouve des Chinois, notamment le Tumenggung Puspanagara I, jeune frère de Jayaningrat I (lui-même nommé adipati de Pekalongan en 1703 par le roi Amangkurat III de Mataram) et son fils Puspanagara II.

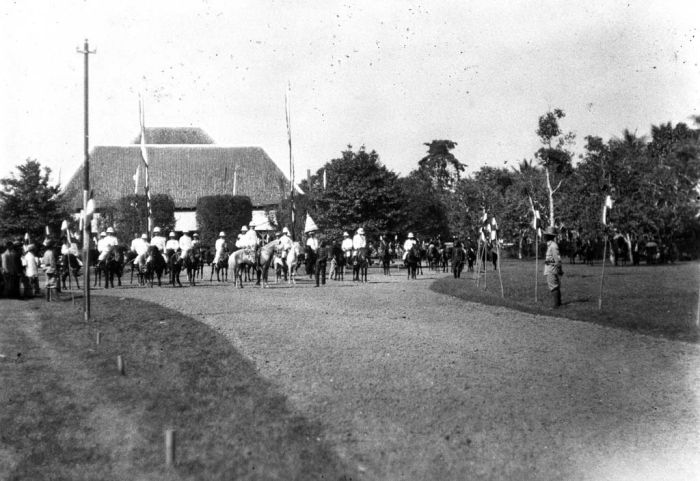
Cortège officiel devant la demeure du regent de Batang (1923)

## Culture et tourisme

### Lekirab pusaka
Le 8 avril, anniversaire de la ville de Batang, est célébré par un kirab pusaka, c'est-à-dire un rituel dans lequel des objets d'héritage sont menés en procession à travers la ville. Le plus important de ces objets est la lance "Abirawa", qui aurait appartenu à Sunan Sendang, un des propagateurs de l'islam selon la tradition javanaise, né en 1520 et mort en 1585.
Parmi les autres se trouvent des objets ayant appartenu au prince Mandurejo (premier bupati de Batang), au Tumenggung Bahurekso (un bupati de Kendal), au prince Diponegoro et à d'autres nobles personnages.
La procession part de la maison communale du quartier Kauman. Tout le long du chemin l'actuel bupati et son épouse, assis sur un trône dans un carrosse, lancent des pièces de monnaie et des fleurs de jasmin, ainsi que des offrandes sous forme de produits de la terre, à la foule qui essaie de s'en emparer.

## Archéologie
- Le site de Silurah : On trouve, dans le village de Silurah, une statue de Ganesha et d'autres vestiges hindouistes, dont un lingam et une yoni ainsi que les restes d'un temple.
- Gajah Indra : Dans le village de Brokoh, au bord de la rivière Kupang, on trouve une pierre avec des bas-reliefs montrant un éléphant. On en trouve un équivalent en Inde. On a également trouvé d'autres statues sur ce site.
- Batu Gamelan : Dans le village de Tosa, au pied d'une colline, ce site mégalithique est constitué de rochers qui produisent un son quand on les frappe, comme un orchestre gamelan.

## Transport
Batang est situé sur la route nationale de la côte nord qui va de Jakarta vers Semarang, Surabaya et Banyuwangi.
Batang se trouve également sur la ligne de chemin de fer du nord qui relie Jakarta à Surabaya. En raison de sa proximité avec la ville plus importante de Pekalongan, la plupart des trains ne s'arrêtent pas à Batang. Cette ligne longe la côte.